# Константин Акрополит
Константи́н Акрополи́т (? — ок. 1323 или 1324) — византийский политический деятель, агиограф, ритор, эпистолограф, церковный поэт и хронист, сын известного политического деятеля Георгия Акрополита.
Родился раньше 1285 года. В 1305 или 1306 году был назначен великим логофетом (главой правительства по финансовым вопросам) и занимал эту должность до 1311 года. Известно, что он выступал категорически против религиозной унии с Западом, а также построил Амастридский монастырь в Константинополе. Имел почётное прозвище «Новый Метафраст».
Как писатель известен своими энкомиями, посвящёнными Иоанну Богослову, Иоанну Дамаскину, мученику Кофину и другим святым. Кроме того, являлся автором многочисленных стихов и молитв, 194 писем, занимался переработкой старых житий, составил римско-византийскую хронику от Энея до 123 года н. э., которая впоследствии была доведена анонимным автором до XIV века. Некоторые его сочинения вызвали серьёзные богословские споры, ввиду чего были сожжены с его согласия.